# Tanghin Kossodo-Peulh
Pour les articles homonymes, voir Tanghin et Kossodo.
Tanghin Kossodo-Peulh est une commune rurale située dans le département de Zitenga de la province de l'Oubritenga dans la région Plateau-Central au Burkina Faso.

## Santé et éducation
Le centre de soins le plus proche de Tanghin Kossodo-Peulh est le centre de santé et de promotion sociale (CSPS) de Zitenga. Le centre médical avec antenne chirurgicale (CMA) de la province se trouve à Ziniaré.